# スティーヴ・ジョーダン (ミュージシャン)
スティーヴ・ジョーダン（Steve Jordan、1957年1月14日 - ）は、アメリカ合衆国ニューヨークのマルチ・プレーヤー、作曲家、音楽プロデューサーである。「ローリング・ストーン誌の選ぶ歴史上最も偉大な100人のドラマー」において80位。

## 来歴
彼はフィオレロ・H・ラガーディア・ハイスクール・オブ・ミュージック&アート・アンド・パフォーミング・アーツを卒業、幅広いジャンルのミュージシャン達と共演を重ねてきた。また、ドラムス教則DVD"The Groove is Here"もリリースしている。
1970年代を通して、サタデー・ナイト・ライブのバンドでドラムスを叩いた。1980年代早期、ジョン・ベルーシとダン・エイクロイドがブルース・ブラザーズ・バンドとしてツアーに出た際、ジョーダンはそのドラマーだったが、同名の映画『ブルース・ブラザース』には彼は出ていない。彼はまた、CBS放送の『Late Night with David Letterman』のスタジオ・バンド、ポール・シェイファー（Paul Shaffer）率いるCBSオーケストラの最初のドラマーである（後任はアントン・フィグ）。
ドン・ヘンリー、ジョン・メレンキャンプ、ボブ・ディラン、B.B.キング、スティーヴィー・ニックス、シェリル・クロウ、渡辺香津美、矢野顕子、奥田民生など、多くのアーティストたちとレコーディングを行っている。彼は、ジェームス・テイラーの1998年のDVD "James Taylor Live at the Beacon Theatre" にフィーチャーされている。
無数のヒット曲でプレイする一方、アリシア・キーズの『If I Ain't Got You』からブルース・スプリングスティーンの『Devils and Dust』に至るまで、グラミーにノミネートされた ジョン・メイヤー・トリオ の『Try』、グラミーを獲得した同『Continuum』、ジョン・スコフィールドの『That's What I Say』、ハービー・ハンコックの『Possiblilties』、パティ・スキャルファ（Patti Scialfa）の『23rd St. Lullaby』、妻のミーガン・ヴォスと共に関わったザ・ヴァーヴスの『And Now - The Verbs』など、多くのレコードにプロデューサーとして関わった。プロデューサーとしては、バディ・ガイの『ブリング・エム・イン』でグラミー賞にノミネート、ロバート・クレイ のアルバム『Take Your Shoes Off』ではグラミー賞を獲得している。
2006年、エリック・クラプトンのヨーロッパ・ツアーのバンドに参加し、ロイヤル・アルバート・ホールでの7公演がソールド・アウトとなった。翌2007年の北米ツアーにも参加した。

### ローリング・ストーンズとの関係
ローリング・ストーンズのチャーリー・ワッツが、ヘロインとアルコールの濫用の問題から抜け出せないでいた1980年代半ば。ジョーダンは、シェイファーの下で同窓だったフィグと共に、1986年のアルバム『ダーティ・ワーク』に参加。これをきっかけに、キース・リチャーズは、アレサ・フランクリンによるストーンズの「ジャンピン・ジャック・フラッシュ」のカヴァーレコーディングにジョーダンを起用している。
リチャーズによると、スティーヴはデトロイトでのこのレコーディング・セッションから帰る途中の飛行機の中で、制作予定のチャック・ベリーに捧げるテイラー・ハックフォード監督の映画『Hail! Hail! Rock 'n' Roll』に使ってくれ、とお願いをした。キースは、このプロジェクトにチャーリーが戻って来られることを望んでいたが、見通しが付かなかったため、ジョーダンを指名した。スティーヴは、チャック・ベリーやキース・リチャーズと共に、いくつものシーンに出てくる。
このプロジェクトの成功は、リチャーズのソロ・プロジェクト "Keith Richards and the X-Pensive Winos" にも繋がっていく。リチャーズのソロ・アルバム『トーク・イズ・チープ』 と『メイン・オフェンダー〜主犯〜』 のレコーディングに参加、作曲者としてもクレジットされ、またツアーにも参加している。『トーク・イズ・チープ』のセッションを通じて生まれた「Almost Hear You Sigh」は、ストーンズのアルバム『スティール・ホイールズ』に収録され、シングル・カットされてビルボード・シングル・チャートの50位にチャート・インしている。
2015年にリリースされたリチャーズのソロ・アルバム『クロスアイド・ハート』でも共同プロデューサーを務め、レコーディングでもドラム、パーカッション、バッキング・ボーカル、ホーン・アレンジ等に貢献した。
2021年8月死去したチャーリー・ワッツに代わって9月からのローリング・ストーンズ全米ツアーに参加することとなった。